# Едмонд Даліпі
Едмонд Даліпі (алб. Edmond Dalipi; нар. 3 березня 1972, Люшня, Албанія) — албанський футболіст та тренер, виступав на позиції нападника.

## Клубна кар'єра
Вихованець тиранського «Динамо», у футболці якого 1991 року дебютував у дорослому футболі. У 1996 році перейшов у «Люшню». Потім виступав за «Партизані» та знову за «Динамо». У 1998 році виїхав до Греції, де захищав кольори клубів «Аполлон Смірніс» та «Трикала». У 2000 році повернувся на батьківщину, де підсилив «Бюліс» (Балш). Потім виступав за «Влазнія» (Шкодер) та «Динамо» (Тирана). У 2004 році опинився в «Люфтерарі», а наступного року — в «Лачі». Кар'єру гравця завершив 2008 року в «Шкрапарі».

## Кар'єра в збірній
З 1993 по 2000 рік провів 16 матчів у футболці національної збірної Албанії.

## Кар'єра тренера
По завершенні кар'єри гравця розпочав тренерську діяльність. У 2011 році очолив «Шкрапарі», а наступного року — «Тарбуні Пука». У 2013 році тренував «Динамо» (Тирана) та «Адріатіку». У 2015 році очолив «Сопоті». З лютого 2020 року — головний тренер «Тарбуні Пука».